# Miroslav Šimek
Miroslav Šimek (Turnov, 27 gennaio 1959) è un ex canoista ceco, fino al 1992 cecoslovacco.

## Palmarès

### Olimpiadi
- 2 medaglie:
  - 2 argenti (Barcellona 1992 nel C2[1]; Atlanta 1996 nel C2[2])

### Mondiali
- 10 medaglie:
  - 4 ori (Augusta 1985 nel C2 a squadre[1]; Mezzana 1993 nel C2[2]; Mezzana 1993 nel C2 a squadre[2]; Nottingham 1995 nel C2 a squadre[2])
  - 5 argenti (Bourg St.-Maurice 1987 nel C2 a squadre[1]; Savage River 1989 nel C2 a squadre[1]; Tacen 1991 nel C2[1]; Tacen 1991 nel C2 a squadre[1]; Três Coroas 1997 nel C2 a squadre[2])
  - 1 bronzo (Três Coroas 1997 nel C2[2])

### Europei
- 1 medaglia:
  - 1 argento (Augusta 1996 nel C2[2])